# Carlos Hugo Wolff von Graffen
Carlos Hugo Wolff von Graffen (Canoinhas, 26 de abril de 1921 – Telêmaco Borba, 15 de julho de 2012) foi um empresário e político brasileiro, filiado ao Partido Republicano Progressista (PRP).

## Biografia
Carlos Hugo nasceu no Estado de Santa Catarina, na cidade de Canoinhas, mas desde jovem residiu na capital paranaense Curitiba. Era filho de pais alemães, sendo filho do engenheiro e topógrafo Albert Hugo Wolff von Graffen e de Martha Margarida Engelhardt e neto do general alemão Karl Hugo Wolff von Graffen.
Em Curitiba, Carlos Hugo estudou no Colégio Evangélico Luterano e no Instituto Educacional Independente. Aos 18 anos entrou para Aeronáutica na Base Aérea do Bacacheri e fez curso para cabo e sargento, com especialidade em defesa antiaérea. Logo após, cursou administração e jornalismo e trabalhou em diversas empresas como a Germano Stein S/A, White Martins S/A e ICO Comercial S/A.
Em 1947, casou-se com a gaúcha Carolina Resende, natural de Passo Fundo, e, posteriormente, foram residir na localidade de Cidade Nova, no município de Tibagi.
Na década de 1960 foi um dos fundadores do município de Telêmaco Borba (ex-Cidade Nova), lutando pela emancipação da cidade juntamente com demais companheiros da militância política da região dos Campos Gerais do Paraná. Foi formado uma comissão de emancipação da qual foi o presidente, conseguindo oficializar o município em julho de 1963. Apesar da jornada política que iniciaria mais tarde, o catarinense obtinha-se seu foco no ramo empresarial mesmo antes da emancipação da então cidade paranaense.
Em Telêmaco Borba foi diretor comercial da Companhia Agro-Mercantil Paranaense e ao mesmo tempo foi responsável pelo desenvolvimento do extinto Cine Luz. Iniciou também suas atividades no setor da construção civil e na área gráfica, além de outros empreendimentos.

### Carreira política
Em 1964, tentou ser o primeiro prefeito de Telêmaco Borba, perdendo as eleições para o diretor das Indústrias Klabin, na época, Péricles Pacheco da Silva. Em 1968 disputou novamente a prefeitura ficando em último lugar, recebendo apenas 80 votos. Conseguiu ser eleito prefeito pelo MDB nas eleições de 1976, tendo como vice Reginaldo Guedes Nocêra. Voltou a vencer as eleições municipais em 1988, 1996 e 2000, totalizando dezoito anos, em quatro mandatos.
Nas eleições de 1982 foi candidato a deputado estadual pelo PMDB, ficando como suplente. Em 1983 foi nomeado diretor de administração e finanças da Companhia de Fomento Econômico do Paraná, no governo José Richa.
Considerado um dos homens mais influentes na política e na sócio-economia nos Campos Gerais do Paraná,[carece de fontes?] Carlos Hugo foi uma personalidade que é homenageado constantemente, tanto na região, como entre a sociedade paranaense e catarinense. Em 1979 recebeu o título de Comendador da Cruz do Mérito Humanístico pelo decreto nº 313/74 da Ordem da Solidariedade.
Em agosto de 2007, recebeu o título de cidadão honorário do estado do Paraná, além de outros méritos conquistados.
Em 2008, com 87 anos de idade, voltou a disputar o cargo de prefeito nas eleições municipais, ficando em terceiro lugar, perdendo em votos para o eleito Eros Danilo Araújo e o ex-deputado federal Márcio Matos.
Em 2012 morreu aos 91 anos, e em setembro de 2014, através da Lei Estadual nº 18219/2014, o principal viaduto localizado próximo ao Km 215 da Rodovia do Papel (PR-160) na entrada da cidade de Telêmaco Borba, passou a ser denominado “Viaduto Carlos Hugo Wolff von Graffen”.